# سینت مینارد (ایندیانا)
سینت مینارد (به انگلیسی: Saint Meinrad) یک منطقهٔ مسکونی در ایالات متحده آمریکا است که در شهرستان اسپنسر، ایندیانا واقع شده‌است. سینت مینارد ۱۳۵ متر بالاتر از سطح دریا واقع شده‌است.